# Łęka Opatowska (stacja kolejowa)
Łęka Opatowska – stacja kolejowa w Łęce Opatowskiej na linii kolejowej nr 272, w województwie wielkopolskim, w Polsce. Przed wojną była to polska stacja graniczna.

## Ruch pasażerski
| Rok  | Wymiana pasażerska na dobę |
| ---- | -------------------------- |
| 2017 | 20-49                      |
| 2022 | 50-99                      |